# Acanthodaphne sabellii
Acanthodaphne sabellii is een slakkensoort uit de familie van de Raphitomidae. De wetenschappelijke naam van de soort is voor het eerst geldig gepubliceerd in 2006 door Bonfitto & Morassi.